# Akademihaven i Sorø
Akademihaven i Sorø er en ca. 15 ha stor have eller park i tilknytning til Sorø Akademi ned til Sorø Sø i Sorø. Dens oprindelse går tilbage til en klosterhave ved Sorø Kloster  fra 1300-tallet, der i 1700-tallet blev ændret til en barokhave i fransk stil med alléer. Senere blev den omlagt til en engelsk landskabshave.
I parken findes blandt andet buster af Ludvig Holberg og Carsten Hauch udført af Vilhelm Bissen og en særlig 'Fuchsiahave'.

## Galleri
| - Parti fra haven med de Thurahs barokanlæg i baggrunden fra midten af 1700-tallet - Måske en af de omtalte lindealleer, o. 1820 |

| - Buste af J.C. Hauch udført af Vilhelm Bissen, placeret nær friluftsscenen - Gammel fuchsia i den særlige Fuchsiahave |